# Pro Patria et Libertate Unione degli Sports Bustesi 1930-1931
Questa voce raccoglie le informazioni riguardanti la Pro Patria et Libertate nelle competizioni ufficiali della stagione 1930-1931.

## Stagione

Un'immagine di Legnano-Pro Patria del 12 aprile 1931, 7ª giornata di ritorno del campionato di Serie A, terminata.

È l'ultima stagione del presidente Carlo Marcora, in carica da dodici anni. Nel secondo campionato di Serie A la Pro Patria lotta nei bassifondi della classifica ma riesce ancora a salvarsi chiudendo al quindicesimo posto con 23 punti, retrocedono in Serie B il Livorno ed i cugini del Legnano.

## Organigramma societario
- Presidente: Carlo Marcora
- Vicepresidente: Giuseppe Rossi
- Consiglieri: Cav. Carlo Bossi, Riccardo Bottigelli, Enrico Bottigelli Dott. Carlo Caimi, Arch. Paolo Candiani, Pio Garavaglia, Agostino Marcora, Cav. Carlo Rossi, Cav. Luigi Radice, Silvio Venzaghi
- Direttore tecnico: Imre János Bekey
- Preparatore atletico: Carlo Speroni

## Rosa
| N. |                   | Ruolo | Calciatore           |
| -- | ----------------- | ----- | -------------------- |
|    | Italia (bandiera) | P     | Gaetano Colombo III  |
|    | Italia (bandiera) | P     | Gino Perani          |
|    | Italia (bandiera) | D     | Paolo Agosteo        |
|    | Italia (bandiera) | D     | Aldo Borsani         |
|    | Italia (bandiera) | D     | Attilio Fizzotti     |
|    | Italia (bandiera) | D     | Pio Mara             |
|    | Italia (bandiera) | D     | Alfredo Monza        |
|    | Italia (bandiera) | C     | Gastone Cazzaniga    |
|    | Italia (bandiera) | C     | Giovanni Colombo I   |
|    | Italia (bandiera) | C     | Mario Giampa         |
|    | Italia (bandiera) | C     | Angelo Giani         |
|    | Italia (bandiera) | C     | Ermelindo Magugliani |
|    | Italia (bandiera) | A     | Enzo Dal Dan         |

| N. |                   | Ruolo | Calciatore          |
| -- | ----------------- | ----- | ------------------- |
|    | Italia (bandiera) | A     | Adolfo Dusi         |
|    | Italia (bandiera) | A     | Giovanni Chiesa     |
|    | Italia (bandiera) | A     | Valentino Crosta    |
|    | Italia (bandiera) | A     | Ferdinando Fabbri   |
|    | Italia (bandiera) | A     | Vittorio Grilli     |
|    | Italia (bandiera) | A     | Carlo Marcora       |
|    | Italia (bandiera) | A     | Natale Masera       |
|    | Italia (bandiera) | A     | Giovanni Molinari   |
|    | Italia (bandiera) | A     | Giovanni Piantanida |
|    | Italia (bandiera) | A     | Italo Rossi         |
|    | Italia (bandiera) | A     | Vittorio Veroni     |
|    | Italia (bandiera) | A     | Ugo Zoppi           |

## Risultati

### Serie A

#### Girone di andata
| Arbitro: | Sardi (Genova) |

|                                  |           |                |
| Cesarini 1’ Vecchina 31’ 75’ 84’ | Marcatori | 77’ Colombo II |

| Arbitro: | Mastellari (Bologna) |

|                   |           |             |
| Masera 8’ 14’ 71’ | Marcatori | 77’ Pastore |

| Arbitro: | Beretta (Novi Ligure) |

|                  |           |  |
| Vojak 41’ (rig.) | Marcatori |  |

| Arbitro: | Barlassina (Novara) |

|                                          |           |                                |
| Colombo II 51’ Rossi I 65’ Cazzaniga 77’ | Marcatori | 44’ Lombatti 73’ (rig.) Dugoni |

| Arbitro: | Turbiani (Ferrara) |

|                         |           |                |
| Chiesa 4’ Cazzaniga 43’ | Marcatori | 85’ De Manzano |

| Arbitro: | Mastellari (Bologna) |

|              |           |  |
| Volk 32’ 49’ | Marcatori |  |

| Arbitro: | Mattea (Torino) |

|                        |           |  |
| Cazzaniga 28’ Dusi 56’ | Marcatori |  |

| Arbitro: | Pessato (Monfalcone) |

|            |           |                           |
| Chiesa 27’ | Marcatori | 16’ Silano 89’ Baloncieri |

| Arbitro: | Zorzi (Belluno) |

|                                                 |           |            |
| Maffioli 27’ Frisoni II 53’ (rig.) Giuliani 79’ | Marcatori | 69’ Masera |

| Arbitro: | Tassinari (Firenze) |

|                                                     |           |  |
| Montiglio 9’ Demarchi 11’ Gardini 16’ Patrucchi 75’ | Marcatori |  |

| Busto Arsizio 7 dicembre 1930 11ª giornata | Pro Patria         | 0 – 0 | Livorno | Stadio Comunale\| Arbitro: \| Dall'Era (Brescia) \| |
| Arbitro:                                   | Dall'Era (Brescia) |       |         |                                                     |

| Arbitro: | Pagnin (Treviso) |

|                                               |           |              |
| Schiavio 40’ 46’ Della Valle 53’ Schiavio 79’ | Marcatori | 17’ Crosta I |

| Arbitro: | Carraro (Padova) |

|                                                                   |           |             |
| Banchero II 20’ Bertolini 52’ Banchero II 85’ Fizzotti 87’ (rig.) | Marcatori | 10’ Rossi I |

| Arbitro: | Scarpi (Dolo) |

|                         |           |              |
| Rossi I 7’ Crosta I 65’ | Marcatori | 63’ Torriani |

| Arbitro: | Malagodi (Ferrara) |

|               |           |            |
| Piola 58’ 68’ | Marcatori | 29’ Grilli |

| Arbitro: | Mastellari (Bologna) |

|                         |           |                                              |
| Grilli 6’ Cazzaniga 77’ | Marcatori | 56’ Banchero I 63’ (aut.) Fizzotti 71’ Patri |

| Arbitro: | Scarpi (Dolo) |

|                |           |            |
| Colombo II 25’ | Marcatori | 28’ Meazza |

#### Girone di ritorno
| Arbitro: | Dani (Genova) |

|          |           |                                  |
| Dusi 28’ | Marcatori | 25’ (aut.) Fizzotti 34’ 63’ Orsi |

| Arbitro: | Omodei Zorini (Novara) |

|             |           |           |
| Pastore 58’ | Marcatori | 37’ Zoppi |

| Arbitro: | Lenti (Genova) |

|                      |           |                                  |
| Cazzaniga 6’ 40’ 70’ | Marcatori | 63’ Sallustro I 83’ (rig.) Vojak |

| Arbitro: | Scarpi (Dolo) |

|                                          |           |                    |
| Lombatti 23’ Scaramelli 25’ Manzotti 34’ | Marcatori | 85’ (rig.) Borsani |

| Trieste 15 marzo 1931 22ª giornata | Triestina     | 0 – 0 | Pro Patria | Stadio Montebello\| Arbitro: \| Dani (Genova) \| |
| Arbitro:                           | Dani (Genova) |       |            |                                                  |

| Arbitro: | Zorzi (Belluno) |

|  |           |                                                        |
|  | Marcatori | 16’ Chini Ludueña 19’ Fasanelli 22’ Volk 90’ Fasanelli |

| Legnano 12 aprile 1931 24ª giornata | Legnano              | 0 – 0 | Pro Patria | Stadio San Siro\| Arbitro: \| Mastellari (Bologna) \| |
| Arbitro:                            | Mastellari (Bologna) |       |            |                                                       |

| Arbitro: | Dani (Genova) |

|                                                     |           |                |
| Rossetti 2’ Agosteo 56’ (aut.) Monti III 69’ (rig.) | Marcatori | 43’ Colombo II |

| Arbitro: | Gonani (Ravenna) |

|                                      |           |  |
| Molinari 18’ Chiesa 20’ Molinari 47’ | Marcatori |  |

| Arbitro: | Tassinari (Firenze) |

|                |           |  |
| Colombo II 17’ | Marcatori |  |

| Arbitro: | Dani (Genova) |

|               |           |  |
| Bolognesi 46’ | Marcatori |  |

| Arbitro: | Mattea (Torino) |

|             |           |                |
| Rossi I 89’ | Marcatori | 18’ 27’ Ottani |

| Arbitro: | Barlassina (Novara) |

|  |           |              |
|  | Marcatori | 14’ Cattaneo |

| Arbitro: | Beretta (Novi Ligure) |

|                  |           |          |
| Santagostino 54’ | Marcatori | 18’ Dusi |

| Arbitro: | Pessato (Monfalcone) |

|                        |           |                   |
| Dusi 23’ Cazzaniga 62’ | Marcatori | 1’ 2’ Ferraris II |

| Arbitro: | Bertoli (Vicenza) |

|                |           |  |
| Banchero I 15’ | Marcatori |  |

| Arbitro: | Rescigno (Napoli) |

|                           |           |          |
| Ferrero 25’ Blasevich 89’ | Marcatori | 62’ Dusi |

## Statistiche

### Statistiche di squadra
| Competizione | Punti | In casa | In casa | In casa | In casa | In casa | In casa | In trasferta | In trasferta | In trasferta | In trasferta | In trasferta | In trasferta | Totale | Totale | Totale | Totale | Totale | Totale | DR  |
| Competizione | Punti | G       | V       | N       | P       | Gf      | Gs      | G            | V            | N            | P            | Gf           | Gs           | G      | V      | N      | P      | Gf     | Gs     | DR  |
| ------------ | ----- | ------- | ------- | ------- | ------- | ------- | ------- | ------------ | ------------ | ------------ | ------------ | ------------ | ------------ | ------ | ------ | ------ | ------ | ------ | ------ | --- |
| Serie A      | 23    | 17      | 8       | 3       | 6       | 27      | 25      | 17           | 0            | 4            | 13           | 10           | 36           | 34     | 8      | 7      | 19     | 37     | 61     | -24 |

### Statistiche dei giocatori
| Giocatore        | Serie A  | Serie A |
| Giocatore        | Presenze | Reti    |
| ---------------- | -------- | ------- |
| P. Agosteo       | 27       | 0       |
| A. Borsani       | 31       | 1       |
| G. Cazzaniga     | 21       | 8       |
| G. Chiesa        | 14       | 3       |
| G. Colombo (III) | 31       | -55     |
| G. Colombo (I)   | 31       | 4       |
| V. Crosta        | 16       | 2       |
| E. Dal Dan       | 1        | 0       |
| A. Dusi          | 24       | 5       |
| F. Fabbri        | 1        | 0       |
| A. Fizzotti      | 24       | 0       |
| M. Giampa        | 1        | 0       |
| A. Giani         | 29       | 0       |
| V. Grilli        | 13       | 2       |
| E. Magugliani    | 2        | 0       |
| P. Mara          | 7        | 0       |
| C. Marcora       | 1        | 0       |
| N. Masera        | 13       | 5       |
| G. Molinari      | 27       | 2       |
| A. Monza         | 14       | 0       |
| G. Perani        | 3        | -6      |
| G. Piantanida    | 2        | 0       |
| I. Rossi         | 33       | 4       |
| V. Veroni        | 6        | 0       |
| U. Zoppi         | 2        | 1       |